# Bow Bridge (Central Park)
A Bow Bridge (em português:  Ponte Arco) é uma ponte de ferro fundido localizada no Central Park, em Nova York, cruzando sobre o lago chamado The Lake e usada como passarela de pedestres.
É decorada com uma balaustrada de círculos interligados, com oito urnas de plantio em cima de painéis com baixo-relevo decorativo. Intrincados elementos arabescos e volutas podem ser vistos sob seu arco.
A ponte foi projetada em meados do século XIX por Calvert Vaux e Jacob Wrey Mould. Medindo um total de 26,51 metros de comprimento, é a maior ponte no parque.